# شوگرهیل گنگ
شوگرهیل گنگ (انگلیسی: The Sugarhill Gang) گروه موسیقی آمریکایی در سبک هیپ هاپ هستند که عمده شهرت آنها به دلیل ترانه لذت رپر در سال ۱۹۷۹ که به عنوان اولین تک‌آهنگ رپ شناخته می‌شود و در ۱۰۰ آهنگ داغ بیلبورد جای گرفت، است.
اعضای این گروه همگی سکن انگلوود، نیوجرسی بوده و شامل واندر مایک، مستر جی و عضو سابق بیگ بنک هنگ است. این سه نفر توسط تهیه‌کننده موسیقی، سیلویا رابینسون به این گروه تبدیل شدند که بعدها به همراه همسرش شوگرهیل رکوردز را نسط پایه‌گذاری کرد.
بیگ بنک هنگ در سال ۲۰۱۴ در سال ۵۸ سالگی به دلیل سرطان جان باخت.